# 선학평화상
선학평화상(鮮鶴平和賞)은 문선명(文鮮明) 선생의 유지를 기리고 계승하기 위해 인간에 대한 존중과 사랑을 일깨우고, 평화를 해치는 모든 갈등을 사랑으로 화합하며, 인간과 생태가 아름답게 공존하는 세상을 만들어가는 데 이바지 한 개인 및 단체를 대상으로 2년 마다 주는 상이다.

## 설립취지
선학평화상은 인류 한 가족(One Family Under God)의 평화 세계 실현을 위해 전 생애를 통해 초인종·초종교·초국가 운동을 펼치셨던 고 문선명(文鮮明) 선생의 평화 사상과 유지를 기리고 계승하기 위해 선생의 부인인 한학자(韓鶴子) 총재의 제안으로 제정되었다.
선학평화상은 기존의 평화상들이 현세대의 평화에만 집중해 온 데서 한발 더 나아가, 평화의 개념을 미래로까지 확장하며 ‘미래세대를 위한 평화상’을 지향한다. 선학평화상은 ‘인류는 연속적 세대로 이루어진 가족공동체’라는 문선명 선생의 ‘인류 한 가족’ 평화사상을 토대로, 현세대가 직접 만날 수 없는 미래의 인류 일반까지 고려하는 확장적 평화관을 바탕으로 한다. 이는 지금까지의 평화상들이 세계평화에 대한 대증적(對症的) 접근법을 취함으로써 주로 현 세대 안에서 벌어지는 평화 파괴 증상들을 완화한 인물이나 단체에게 시상한 것과 차별된다.
선학평화상은 ‘인권존중’, ‘갈등화합’, ‘생태보전’의 세 기치를 추구하고 있다. ‘인권존중’은 빈민구호, 질병퇴치, 교육복지 등의 문제에, ‘갈등화합’은 분쟁해소, 종교화합, 한반도통일 등의 문제에, 그리고 ‘생태보전’은 기후변화, 생물다양성, 에너지 문제에 초점을 두고 있다. 선학평화상은 이 세 기치와 관련한 평화 활동에 힘쓴 개인 및 단체를 격려하며, 평화비전을 확대하고 전파하는 데 기여할 것이다.

## 수상자 선정 과정

### 후보자 자격 요건
- 선학평화상의 평화의 기치를 구체화한 활동에 현격하게 공헌한 개인 또는 단체
- 복수의 국가, 인종, 종교, 이념에 걸쳐 평화이상에 긍정적인 영향을 준 개인 또는 단체

### 추천
선학평화상 추천위원은 전 세계 1,000여명으로 구성되며, 수상 후보자 추천은 다음에 해당되는 추천인에 의해 이루어진다.
- 개인-국제적 상의 수상자, 각국 저명인사
- 단체-국제 NGO 단체 및 학술단체, 국제적 상 수상 단체

### 심사
위원회에서는 수차례에 걸친 소심사회의, 전체 심사회의를 통하여 추천된 각 후보자에 대한 활동내용 및 공적사항을 검토하고, 평가지표를 통해 객관적인 심사를 한다.

### 수상자 결정 및 발표
위원회에서는 최종 심사회의에서 압축된 후보자 중 최종 수상자를 결정하여 국제적 기자회견을 통해 이를 공식 발표한다.

## 상금 규모
메달 및 상패 외 부상으로 미화 100만 달러를 수여한다.

## 역대 수상자

#### 평화상 수상자
| 연도         | 수상자 혹은 수상단체 | 국가         | 수상 사유 |
| ------------ | -------------------- | ------------ | --- |
| 제1회 2015년 | 아노테 통            | 키리바시     | 세계가 직면한 기후변화의 심각성을 국제사회에 공론화하여 전 지구적인 해결책 모색을 주도                                                |
| 제1회 2015년 | 모다두구 비제이 굽타 | 인도         | 미래 식량위기의 대안으로 청색혁명을 주도하며 빈민층을 위해 물고기 양식기술을 개발·보급                                                |
| 제2회 2017년 | 지노 스트라다        | 이탈리아     | 난민의 '치료받을 권리' 위해 중동·아프리카서 긴급 의료 구호 전개, 반전운동으로 평화 문화 확산에 기여                                   |
| 제2회 2017년 | 사키나 야쿠비        | 아프가니스탄 | '교육'으로 난민 재정착의 근본 해법 제시, 이슬람 여성의 인권과 지위 향상에 기여                                                        |
| 제3회 2019년 | 와리스 디리          | 소말리아     | 여성 할례 문제를 전 세계에 공론화하였으며 할례 철폐 법 제정 및 여성 인권 향상에 크게 기여                                             |
| 제3회 2019년 | 아킨우미 아데시나    | 나이지리아   | 농업 혁신으로 아프리카 빈곤 개선 및 굿거버넌스로 대륙의 경제발전 촉진                                                                 |
| 제4회 2020년 | 무닙 A. 유난         | 이스라엘     | 중동지역에서 유대교·기독교·이슬람교의 화합을 추진, 종교지도자들 간 네트워크 구축을 통한 화합 선도                                     |
| 제4회 2020년 | 마키 살              | 세네갈       | 대통령 임기 단축과 투명한 정책으로 경제 부흥을 일궈내 주변 아프리카 주변국에 성숙한 민주주의 확산                                     |
| 제5회 2022년 | 사라 길버트          | 영국         | COVID-19 사태에서 보관 및 운송이 용이한 옥스퍼드-아스트라제네카 백신을 저렴하게 공급하여 의료여건이 취약한 저개발국가의 생명들을 보호 |
| 제5회 2022년 | 세계백신면역연합     | 스위스(본부) | 취약국 아동의 백신 접근성을 높여 인류 건강을 증진, COVID-19 발발 후 국제 백신 공동 구매·분배 프로젝트인 '코백스 퍼실리티'를 주도      |

#### 설립자특별상 수상자
| 연도   | 수상자 혹은 수상단체 | 국가     | 수상 사유 |
| ------ | -------------------- | -------- | --- |
| 2020년 | 반기문               | 대한민국 | 기후변화의 심각성을 알리며 '2015 파리기후협정'을 성사, 지속가능발전목표채택으로 인류 공동의 마스터플랜 제시               |
| 2022년 | 훈센                 | 캄보디아 | 국제평화포럼 및 이니셔티브를 이끌어 평화를 위한 국제협력을 촉진, 동남아시아의 지속가능한 발전을 위해 탁월한 리더십을 발휘 |